# 恋のバカンス (曲)
「恋のバカンス」（こいのバカンス、仏：VACANCE DE L'AMOUR）は、1963年4月に発表されたザ・ピーナッツ歌唱の日本の歌謡曲。作詞・岩谷時子、作曲,編曲・宮川泰。
後年に多くの歌手によってカバーされており、それらについても本項で記述する。

## 概要
前年1962年の「ふりむかないで」に続くザ・ピーナッツのオリジナルソングによるヒット曲。ジャズの4ビートを生かした、歌謡曲としてはかつてなかったほどのスウィング感に満ちあふれた楽曲で、シングル発売直後より話題となり、同年に発表された舟木一夫の「高校三年生」、梓みちよの「こんにちは赤ちゃん」、坂本九の「見上げてごらん夜の星を」等と並ぶ大ヒット曲となったが、この年にヒットしたこれらの曲の中では2007年1月14日に制定された「日本の歌百選」に唯一選ばれなかった。
東レと渡辺プロとの共同企画によるサマーウェア新商品「バカンス・ルック（1963年6月発売）」の宣伝キャンペーンの一翼も担い、「休暇」を意味する「バカンス (vacances)」というフランス語が日本で流行語になるのにも貢献した。宮川泰が1963年第5回日本レコード大賞編曲賞を受賞し、同年の第14回NHK紅白歌合戦でもザ・ピーナッツが歌唱した（NHKに保存されている同番組の映像で確認可能）。
ザ・ピーナッツの曲の中でも定番曲の一つとして、現在でも茶の間での知名度も大きく、各世代間で親しまれている。
さらに当時のソビエト連邦国家テレビラジオ委員会（ゴステレラジオ、国営放送局）のヴラジーミル・ツヴェートフ東京特派員が本曲を気に入り、ソビエト連邦本国に持ち込み積極的に展開、1965年に人気歌手ニーナ・パンテレーエワがロシア語歌詞で歌い大ヒットさせた。(『恋のバカンス』からの直訳ロシア語タイトル「カニークルィ・リュブヴィー (Каникулы любви)」は既にザ・ピーナッツの名とともに人口に膾炙していたが、パンテレーエワのバージョンのタイトルは Песня о счастливой любви（ピェースニャ・ア・シスリーヴァイ・リュブヴィー＝幸せな恋の歌）であった。。その後は「カニークルィ・リュブヴィー (Каникулы любви)」のほうが世間に通用するタイトルの座に収まっている）。歌はその後も度々リバイバルされ、ロシア人の中にはこの曲が日本で作られた曲であることを知らない人さえいるほど、現在のロシアでも世代を超えた有名曲となっている
ソ連時代以来、ロシアでは作曲者の名が Ya.ミヤガワ (Я. Миягава) と表記されているものが少なくない。最初に「ひろし(泰)」が「やすし」と誤読され伝わったものがそのまま残っているためと思われる。

## スタッフ
- 作詞：岩谷時子
- 作曲・編曲：宮川泰
- 演奏：松宮庄一郎とシックス・ジョーズ・ウイズ・ストリングス
- 出版者：渡辺音楽出版株式会社
- レコード会社：キングレコード

## W（ダブルユー）によるカバー
W (ダブルユー)のデビュー・シングル。カップリング曲は同じくザ・ピーナッツの日本語カバー曲である「月影のナポリ」と「悲しき16才」

### 収録曲
1. 恋のバカンス
作詞：岩谷時子　作曲：宮川泰　編曲：鈴木Daichi秀行
2. 月影のナポリ (Tintarella Di Luna)
作詞・作曲：F.Migliacci, B.De Filippi　訳詞：千家春　編曲：鈴木Daichi秀行
3. 悲しき16才 (HEARTACHES AT SWEET SIXTEEN)
作詞・作曲：I.Kosloff, I.Reid, Springer　訳詞：音羽たかし　編曲：高橋諭一
4. 恋のバカンス (Instrumental)

## その他のカバー
- 1963年、カテリーナ・ヴァレンテ（英語版、イタリア語版）（シングル）[注 4]
- 1977年、キャンディーズ（アルバム『Candy Label』）
- 1978年、甲斐よしひろ（アルバム『翼あるもの』）
- 1980年、FM東京の番組『パイオニア サウンド・アプローチ』で組まれたバンド「竹野屋セントラルヒーティング」（世良公則：ベース、山下達郎：ドラム、竹内まりや：キーボード、桑田佳祐・ダディ竹千代：ギター）によるセッションが録音されている。メインボーカルは竹内であり、桑田は一部だけを歌唱。現在は山下が音源を管理しており、山下のラジオ番組や桑田のラジオ番組で時折オンエアされることがある。
- 1981年、茂村泰彦&ミスティーブロック（シングル）
- 1982年、畑中葉子（アルバム『BEST ONE '82』）
- 1983年、フジテレビ系列「ミュージックフェア」番組内にて（中尾ミエ、伊東ゆかり、岩崎宏美、大橋純子、松田聖子、河合奈保子がカバー）
- 1984年、竹中直人（アルバム『かわったかたちのいし』）[注 5]
- 1987年、Be-2（シングル『恋のバカンス'87』 牛乳石鹸のヘアケア製品「ニュータイプシャンプー&リンス」CMソング）
- 1987年、YoKo（秋野暢子）（シングル）
- 1991年、Mi-Ke（アルバム『懐かしのブルーライトヨコハマ ヨコスカ』）
- 1992年、田中美奈子（シングル）
- 1992年、a・chi-a・chi（シングル）
- 1993年、あがた森魚（アルバム『イミテーション・ゴールド』）
- 1997年、Jasmine（アルバム『天天戀愛』で北京語カバー）
- 1999年、VENUS（シングル）
- 1999年、Vie Vie（シングル、本田技研工業「S-MX」CMソング）
- 2000年、藤井尚之（シングル『CREAMSODA ONE』）
- 2000年、Bluem of Youth（アルバム『СПАСИБО』）
- 2001年、庄野真代with浜田山〜ず（アルバム『Time Traveller vol.1〜時代の夜汽車〜』）
- 2002年、渡辺美里（アルバム『Café mocha 〜うたの木〜』）
- 2003年、スクーターズ（アルバム『コンプリート・コレクション』）
- 2003年、Sandii（アルバム『Ukulele Dreaming』）
- 2003年11月1日、Kan-J（アルバム『Separate Heart』）※Bonus Track
- 2004年、W（ダブルユー／加護亜依・辻希美）（シングル）
- 2006年、ARAHIS（ミニ・アルバム『ARAHIS』）
- 2007年、DUNCAN'S DIVAS（Snuffのダンカン・レッドモンズ） - 『Sticks Up Girls』
- 2008年、桑田佳祐『桑田佳祐 Act Against AIDS 2008 昭和八十三年度! ひとり紅白歌合戦』
- 2009年、茉奈 佳奈[5]（アルバム『ふたりうた』）[注 6]
- 2009年、ダウト（アルバム『登竜門』）
- 2011年、大内義昭&ハルカミホ（シングル配信、TA-SACRAプロデュース・編曲）
- 2014年、ザ・リリーズ（アルバム『リリーズ ザ・ピーナッツを歌う』）
- 2016年、チャラン・ポ・ランタン（カバー・アルバム『借りもの協奏』） [6]
- 2016年、FUNK THE PEANUTS（トリビュート・アルバム『ザ・ピーナッツ トリビュート・ソングス』）[7]
- 2016年、折原九瑠璃（金元寿子）、折原舞流（喜多村英梨），『デュラララ!!×2 結 Blu-ray&DVD 2【完全生産限定版特典カバーソングコレクションCD「恋のバカンス」】』に収録。
- 2017年、メロディー・チューバック（ミニ・アルバム『Harmony』）
- 2019年、ClariS（ミニ・アルバム『SUMMER TRACKS -夏のうた-』）
- 2019年、スピッツ（アルバム『見っけ』 デラックスエディション Spitzbergen会員限定盤CD。ドラムス担当の崎山龍男がボーカルを務めたライブ音源での収録）
- 2020年12月30日、TBSテレビ「第62回日本レコード大賞」の授賞式で日向坂46の齊藤京子と加藤史帆が披露。
- 2024年、明美（高橋李依）、バス江（斉藤貴美子）（テレビアニメ『スナックバス江』第13話（配信限定）エンディングテーマ。アルバム『TVアニメ「スナックバス江」Cover Song Correction』に収録）[8]
- 桑田佳祐が自身のラジオ番組で複数回歌唱している。いずれもギターやウクレレでの弾き語りによる演奏であった。CDでは発売されていない[要出典]。
- プロサッカークラブモンテディオ山形のチャント山形バカンスの原曲にしている。